# Boisset (Cantal)
Boisset (en francès i occità) és un municipi francès situat al departament de Cantal i a la regió d'Alvèrnia-Roine-Alps. L'any 2007 tenia 619 habitants.

## Demografia

### Població
El 2007 la població de fet de Boisset era de 619 persones. Hi havia 292 famílies de les quals 101 eren unipersonals (62 homes vivint sols i 39 dones vivint soles), 97 parelles sense fills, 82 parelles amb fills i 12 famílies monoparentals amb fills.
La població ha evolucionat segons el següent gràfic:
Habitants censats

### Habitatges
El 2007 hi havia 438 habitatges, 293 eren l'habitatge principal de la família, 98 eren segones residències i 47 estaven desocupats. 415 eren cases i 20 eren apartaments. Dels 293 habitatges principals, 251 estaven ocupats pels seus propietaris, 23 estaven llogats i ocupats pels llogaters i 18 estaven cedits a títol gratuït; 1 tenia una cambra, 13 en tenien dues, 55 en tenien tres, 86 en tenien quatre i 138 en tenien cinc o més. 240 habitatges disposaven pel capbaix d'una plaça de pàrquing. A 131 habitatges hi havia un automòbil i a 112 n'hi havia dos o més.

### Piràmide de població
La piràmide de població per edats i sexe el 2009 era:
| Homes | Edats   | Dones |
| ----- | ------- | ----- |
| 0     | 95 o +  | 0     |
| 0     | 90 a 94 | 4     |
| 12    | 85 a 89 | 16    |
| 4     | 80 a 84 | 4     |
| 20    | 75 a 79 | 44    |
| 32    | 70 a 74 | 32    |
| 40    | 65 a 69 | 28    |
| 16    | 60 a 64 | 20    |
| 16    | 55 a 59 | 12    |
| 12    | 50 a 54 | 20    |
| 28    | 45 a 49 | 12    |
| 16    | 40 a 44 | 28    |
| 20    | 35 a 39 | 8     |
| 24    | 30 a 34 | 12    |
| 28    | 25 a 29 | 8     |
| 12    | 20 a 24 | 20    |
| 12    | 15 a 19 | 4     |
| 4     | 10 a 14 | 20    |
| 16    | 5 a 9   | 12    |
| 20    | 0 a 4   | 4     |

## Economia
El 2007 la població en edat de treballar era de 354 persones, 247 eren actives i 107 eren inactives. De les 247 persones actives 228 estaven ocupades (137 homes i 91 dones) i 19 estaven aturades (8 homes i 11 dones). De les 107 persones inactives 52 estaven jubilades, 23 estaven estudiant i 32 estaven classificades com a «altres inactius».

### Ingressos
El 2009 a Boisset hi havia 290 unitats fiscals que integraven 590,5 persones, la mediana anual d'ingressos fiscals per persona era de 13.181 €.

### Activitats econòmiques
Dels 26 establiments que hi havia el 2007, 1 era d'una empresa alimentària, 1 d'una empresa de fabricació d'altres productes industrials, 5 d'empreses de construcció, 6 d'empreses de comerç i reparació d'automòbils, 4 d'empreses d'hostatgeria i restauració, 1 d'una empresa financera, 5 d'empreses immobiliàries, 1 d'una empresa de serveis i 2 d'empreses classificades com a «altres activitats de serveis».
Dels 10 establiments de servei als particulars que hi havia el 2009, 1 era una oficina bancària, 1 taller de reparació d'automòbils i de material agrícola, 2 guixaires pintors, 2 fusteries, 1 lampisteria, 1 perruqueria i 2 restaurants.
Dels 4 establiments comercials que hi havia el 2009, 1 era una botiga de menys de 120 m², 1 una fleca i 2 carnisseries.
L'any 2000 a Boisset hi havia 65 explotacions agrícoles que ocupaven un total de 2.208 hectàrees.

## Equipaments sanitaris i escolars
El 2009 hi havia una escola elemental.

## Poblacions més properes
El següent diagrama mostra les poblacions més properes.